# Prokletije

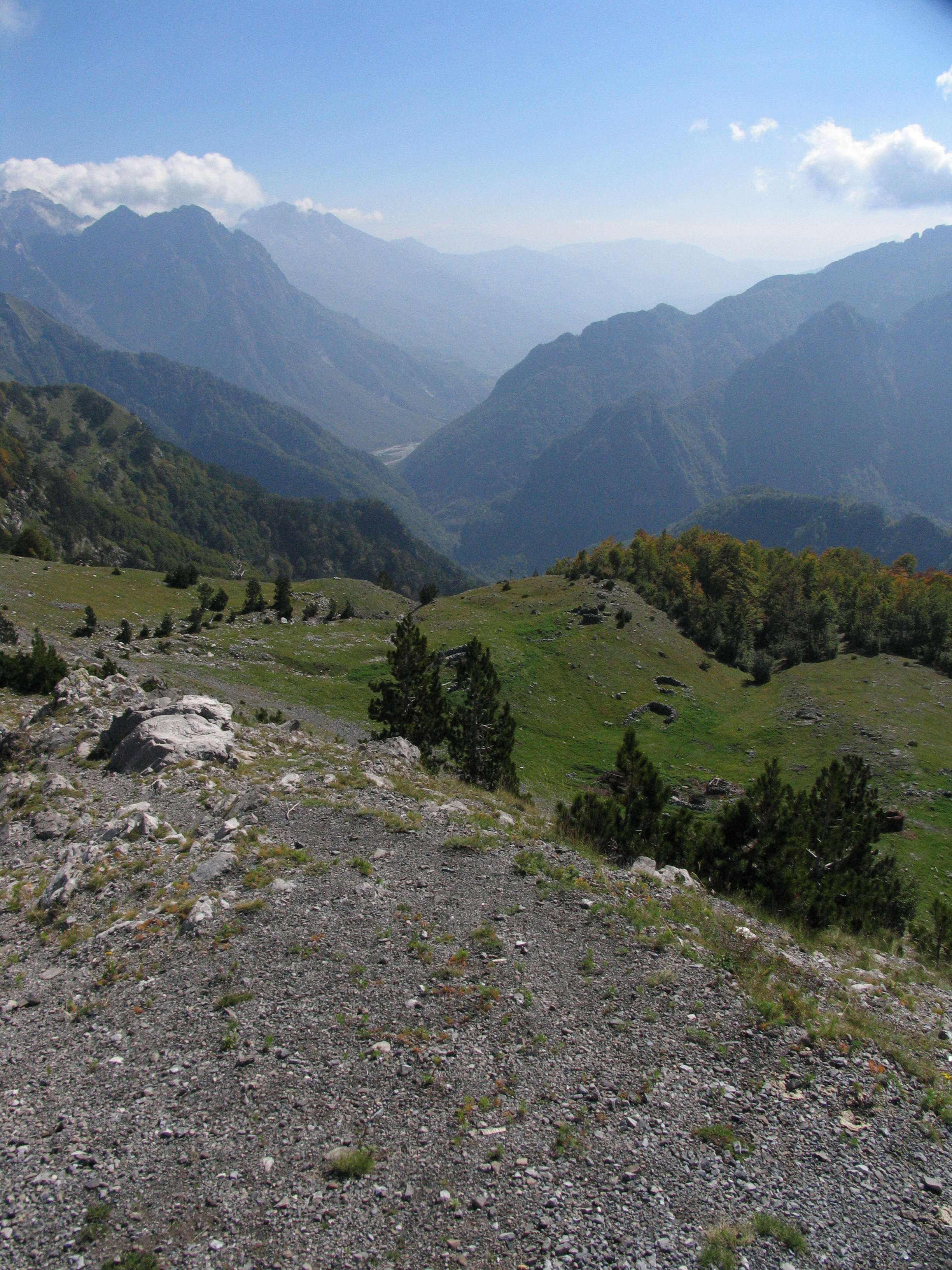
Prokletije ze silničního sedla Shkodra

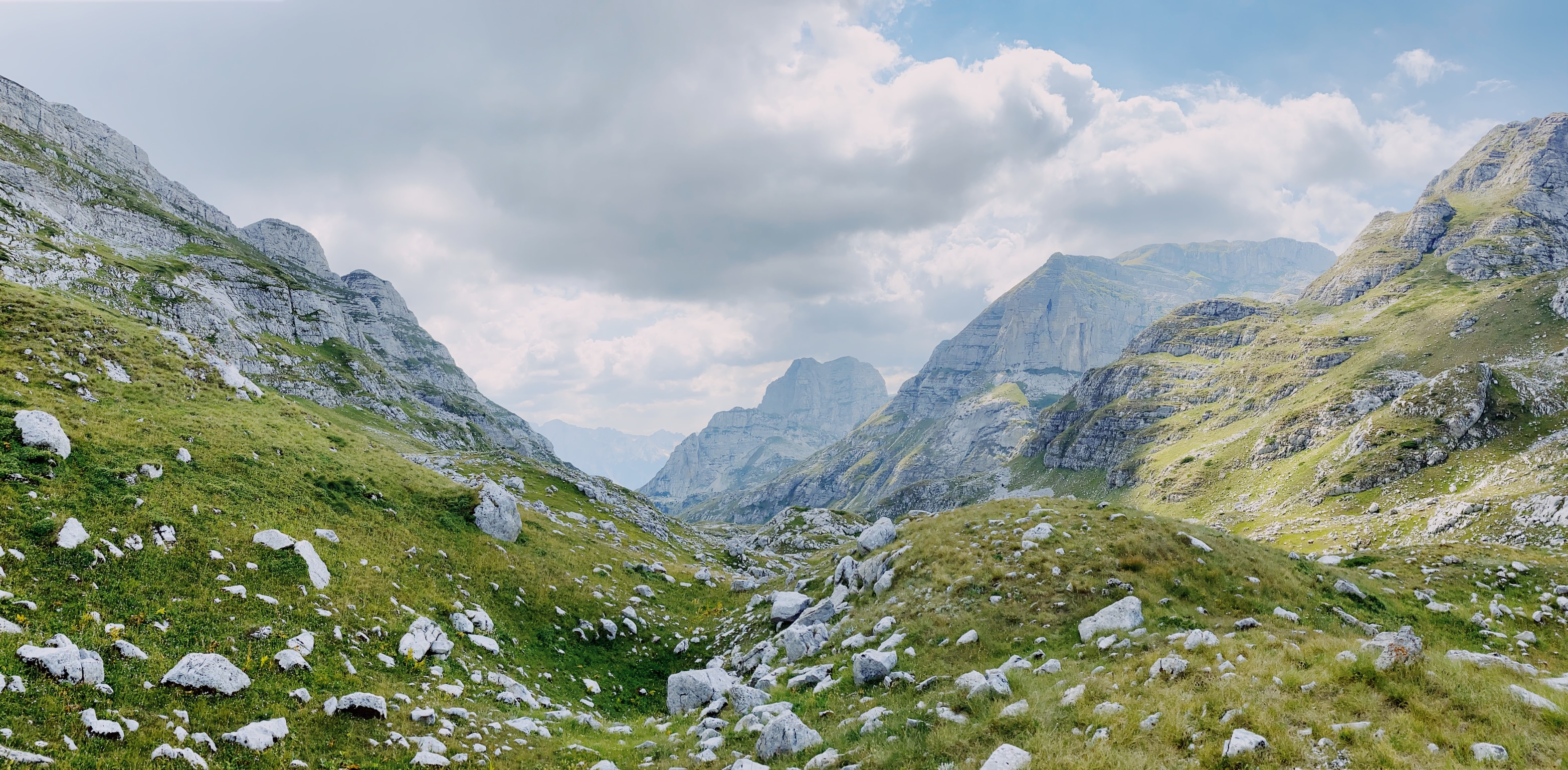
Krajina v Prokletije.

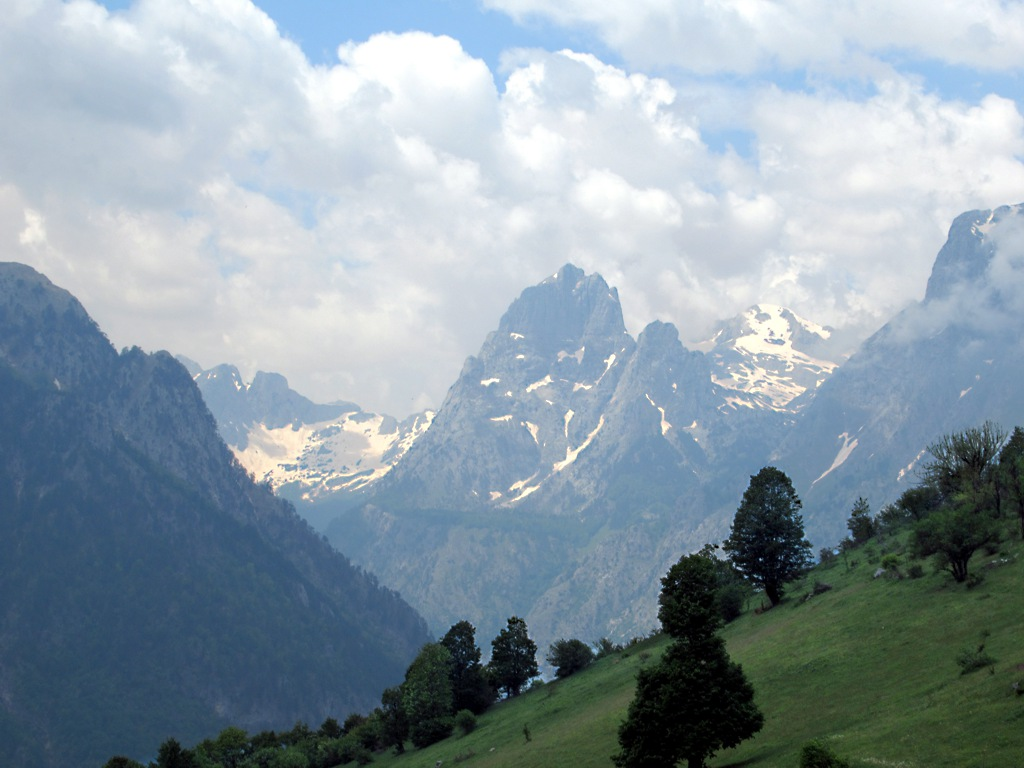
Údolí Valbony.

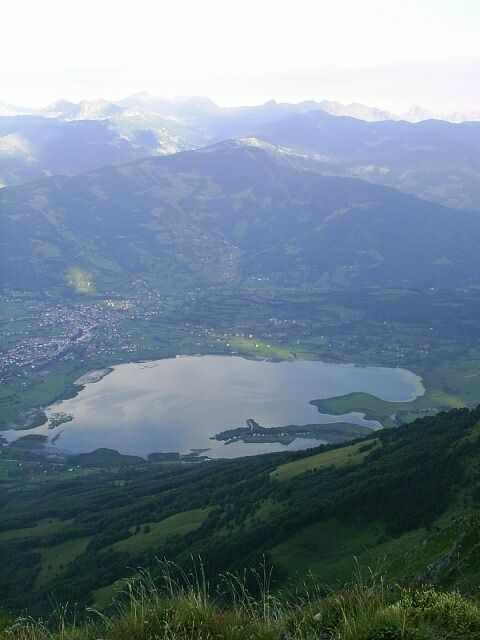
Plavské jezero.

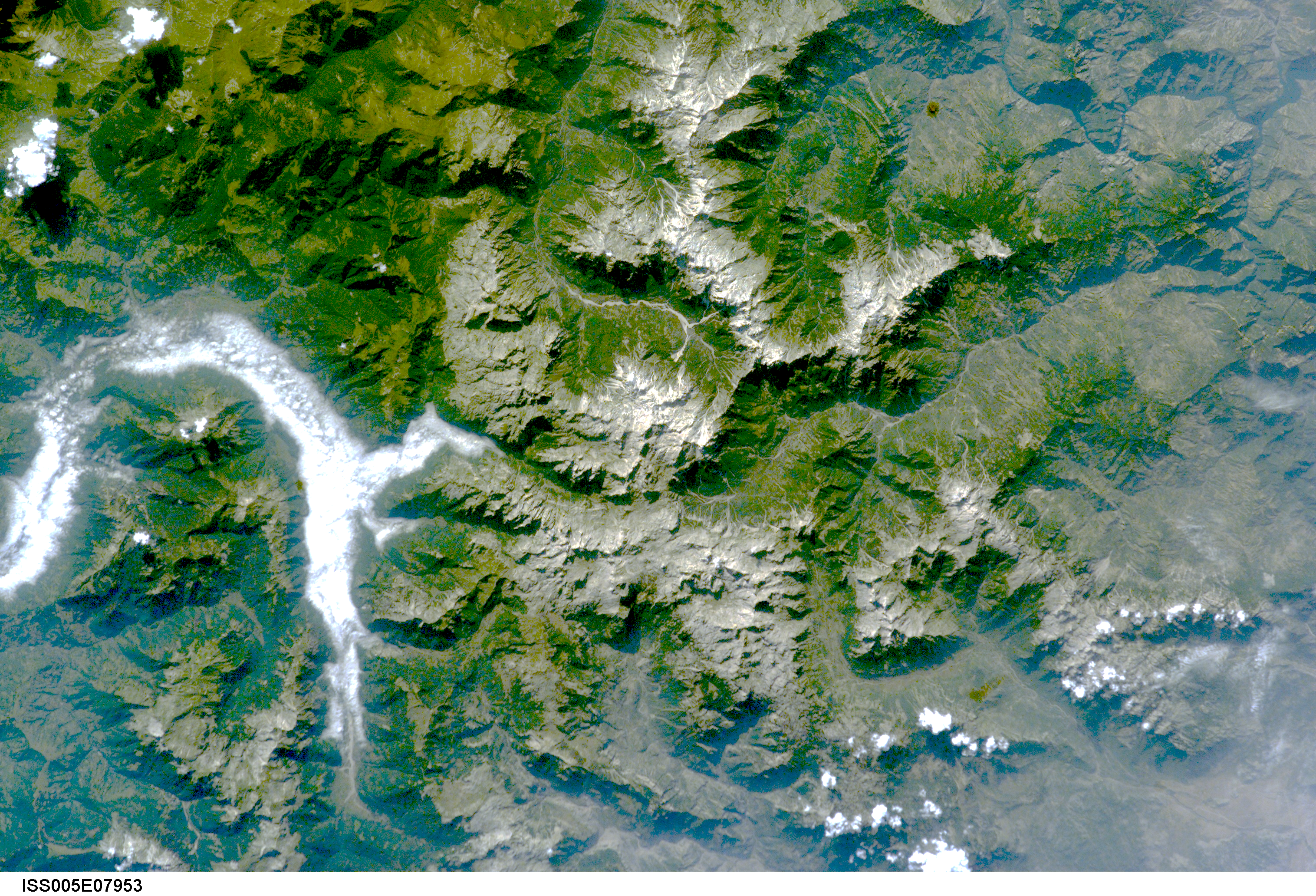
Satelitní snímek s patrnými ledovcovými údolími.

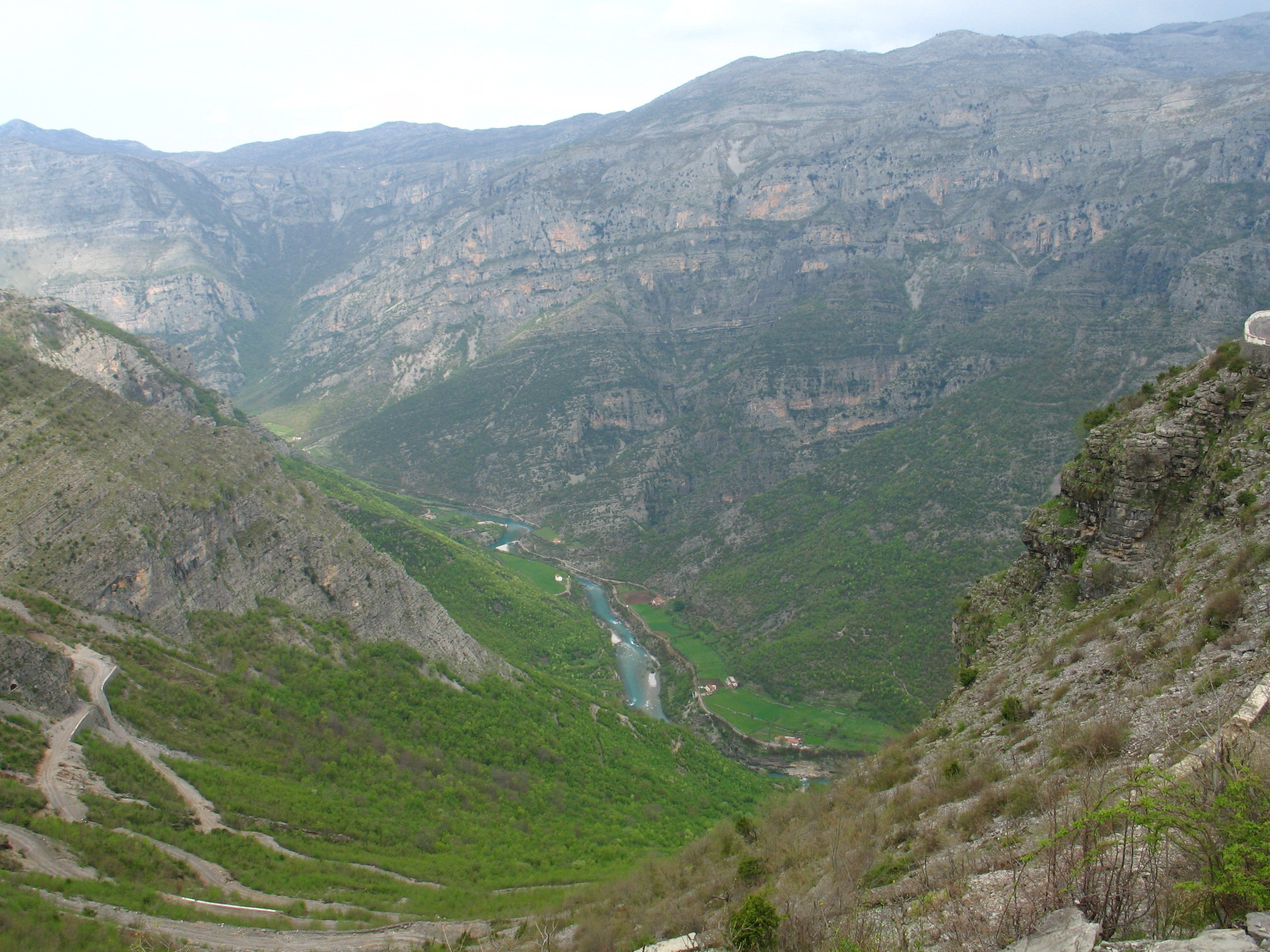
Soutěska řeky Cijevna vytékající z Prokletije.

Prokletije nebo Albánské Alpy (albánsky Alpet Shqiptare nebo Bjeshkët e Nemuna – „prokleté hory“) je pohoří nacházející se na hranicích Albánie, Černé Hory a Kosova. Je to nejvyšší část Dinárských hor. Nejvyšší vrchol je Maja e Jezercës (2694 m), ležící v jižní části celku.

## Název
Pohoří Prokletije bylo v minulosti označováno různými názvy, např. „Beriseldy“, „Severoalbánské Alpy“, případně „Alpy Jižní Evropy“, „Černohorské Alpy“ a další. Současný název Prokletije se používá v srbštině/černohorštině v množném čísle, tj. ty Prokletije, neboť označuje více pohoří, resp. planin. Rozšíření současného srbského názvu se uskutečnilo díky práci srbského geografa Jovana Cvijiće, který si při návštěvě povšiml, že místní obyvatelstvo tímto názvem označuje všechny horské hřebeny. Použil jej pro celou plochu od Skadarského jezera až po řeku Ibar a západní část Kosova (Metochie). 
V albánštině se používá název „Bjeshkët e Nemuna“, což znamená doslova „prokleté“ nebo „zakázané hory“. Název odkazuje na fakt, že i z albánské strany je pohoří velmi těžko přístupné. I díky tomu je povědomí o nich v albánské společnosti široce rozšířené. 
Původ názvu Prokleté odkazuje nejen na odlehlost, nepoddajnost a nehostinost hor, ale i na obecné podmínky regionu, který patřil v minulosti k velmi nebezpečným, a to nejen z hlediska přírodních podmínek, jakož i existenci různých zbojníků, hajduků apod. 

## Vymezení
Největší část pohoří (přibližně dvě třetiny) náleží Albánii, kde je součástí tzv. Severoalbánských Alp. Na severu je Prokletije údolím řeky Lim a její zdrojnice Ljuča odděleno od pohoří Visitor, na západě sousedí v údolí řeky Cijevna s pohořím Žijovo, na jihu plynule přechází v Severoalbánské Alpy, které sahají až k řece Drin, východními sousedy jsou Junička planina a Koprivnik.
Pohoří Prokletije nemá souvislý skalní hřeben, ale je rozčleněno do několika hřbetů a horských skupin – na západě Karanfil (Brada), Trojan, Bjelić a Maja Kadis. Tyto masivy jsou více rozeklané s monumentálními vápencovými stěnami a hlubokými dolinami. V této oblasti se také nachází dvě nejvýznamnější jezera pohoří, a to Plavsko jezero, Hridsko jezero). Na východě jsou to skupiny hor Bogičevica, Đeravica či Bogdaš. Jih představuje především okolí vrcholu Maja e Jezercës.
Vrchol Tromeđa/Trekufiri představuje styčný bod hranice Albánie, Černé Hory a Kosova.
Prokletije je pohoří, které má v regionu největší množství ledovců a také ledovcová údolí, jakými jsou např. Ropojanská dolina, Grebajská dolina apod. Ledovcový původ má i údolí řeky Limu, kde se v prostoru Plavského jezera nacházela moréna. Zdejší ledovec byl kdysi 35 km dlouhý a dosahoval tloušťky 200 metrů. Jeho rozloha činila 250 km². 
V albánských Alpách mají ledovce výraznější působení než všechny ostatní hory na Balkánském poloostrově. Ačkoliv je pohoří umístěno v jižní části Evropy, četné srážky umožňují jejich existenci zhruba od 2000 m nadmořské výšky. V minulosti byl význam ledovců klíčovější, neboť pomáhal formovat samotné pohoří. Od Shkodry po Rozafa byly všechny hory albánských Alp pokryty ledovcovými masami, s výjimkou nejvyšších horských vrcholů. Z alpského masivu se směrem na sever a východ uvolnily mohutné ledovce. Na severu se uvolnil ledovec Plava . Ledovec Plava byl 35 km dlouhý a dosahoval tloušťky 200 m. Povrch ledovce Plava dosáhl 250 km². Na své cestě vytvořil frontální morény a v okolí dnešní Plavy vytvořil koncovou pánev Plavského jezera, ve výšce 900 m n. m.

## Klimatické poměry
Podnebí pohoří Prokletije je velmi různorodé a v některých oblastech i značně specifické. Na velice malém prostoru se mění jak vertikálním tak horizontálním směrem. V rámci pohoří existují celkem tři klimatické regiony: mírný-kontinentální region, který se nachází ve výšce 500 až 800 m n. m., subhorský ve výšce 800 až 1200 m a horský nad 2000 m n. m. V nadmořské výšce 2120 m n. m. (Balijina Rupa) dosahuje průměrná roční teplota jen 2,8 °C. Léto je mírné a teplé, zima mírná a chladná. Podzim je teplejší než jaro. Jaro trvá poměrně krátce; teplotní extrémy se zde ale tolik nevyskytují. Díky vysokým rozdílům teplot mezi údolími a vrcholy se zde často vytvářejí místní větry, a to denní (danik) a noční (noćnik). Vítr severac nebo také mećava je chladný a suchý a přináší sněhové srážky. V létě potom větry přináší jasnou oblohu, slunečné a stabilní počasí. Jižní větry naopak přinášejí srážky dešťové a v zimě sněhové.
V létě panuje v horách příjemné klima odlišné od horkého vnitrozemí Černé Hory nebo Albánie. V zimě se udržuje sněhová pokrývka v nadmořské výšce nad 1800 metrů nad mořem. Podle meteorologických dat z Thethi napadnou v zimě průměrně 4 metry sněhu. V krasových jámách a puklinách a málo přístupných oblastech se sníh uchová i během léta. Vzhledem k změně klimatu je nicméně tento úkaz stále řidší. Léta jsou suchá (prší jen výjimečně), letní noci bývají chladnější. 

## Významné hory
- Maja e Jezercës (2694 m)
- Djeravica (2656 m) – nejvyšší vrchol Kosova
- Maja Gruk e Hapt (2625 m)
- Maja Popluks (2569 m)
- Maja Briaset (2567 m)
- Maja Kolata (2556 m)
- Maja Shnikut (2554 m)
- Zla Kolata (2534 m) – nejvyšší vrchol Černé Hory
- Marijaš (2530 m)
- Dobra Kolata (2528 m)
- Maja Rosit (2524 m)
- Maja Rops (2502 m)
- Maja Malisores (2490 m)
- Karanfili (2490 m)
- Maja Vukoces (2450 m)
- Bogićevica (2366 m)
- Forca (2340 m)
- Qatat e Verlla (2333 m)
- Vojusa (2210 m)
- Očnjak (2185 m)

## Geologie
Na západě jsou hory tvořeny vápencem a dolomitem, na východě a severu jsou masivy modelovány břidlicí. 

## Vodstvo
Vzhledem k vápencové stavbě je pohoří Prokletije poměrně chudé na vodní zdroje. Potoky mají často sezónní charakter, v mnoha případech se ztrácejí v ponorech. Mezi větší vodní toky patří zdrojnice řeky Lim – Grnčar a Vruja, jejichž soutokem v Gusinje vzniká Ljuča, ta ústí do Plavského jezera a po výtoku z něj již nese jméno Lim. 
V kaňonu Grlje se stejnojmenná řeka vytváří pět vodopádů na délce toku okolo půl kilometru. První se nachází na vstupu ke kaňonu, poslední a nejvyšší dosahuje výšky okolo 25 metrů. Plavské jezero je 
Ze zdejších jezer jsou nejvýznamnější Plavsko jezero ležící u města Plav a Hridsko jezero, které se rozkládá v blízkosti hranic Černé Hory a Albánie. Na jich odvodňují Albánské Alpy řeky Cem (Cijevna), Shala a Valbona, v kosovské části jsou pak hlavními toky Pećská a Dečanská Bistrica. Ve vyšších nadmořských výškách jsou potom další jezera, např. při vrcholu Maja Jezerces nebo Ropojanské jezero, které v létě vysychá.[zdroj?] Značný počet se jich vyskytuje v okolí katunu Dobërdol na albánské straně (např. Liqeni i Dashit, Liqeni i Sulbicës apod.) Celkem je zde takových ledovcových jezer okolo dvaceti.

## Osídlení
Obyvatelstvo na svazích Prokletije je převážně muslimské a to včetně černohorské části, která je součástí oblasti Sandžak a obývají ji Bosňáci a Albánci. Největšími sídly na úpatí Prokletije jsou černohorská městečka Plav a Gusinje. Katolíci (albánské národnosti) jsou hojně zastoupeni v albánské části pohoří, včetně vesnice Theth se známým františkánským kostelem.

## Historie
Do Prokletije se stěhovaly různé kultury (žili zde Řekové, Římané, Ilyrové a nakonec Slované a Albánci), kteří zde zanechali důkazy o vlastní existenci. Místo bylo také svědkem řady bouřlivých historických událostí. 
Oblast dnešního Prokletije byla osídlená již v době prehistorie. Nalezeny byly pozůstatky sídel z doby mezolitu. První významnější archeologické naleziště se nacházelo u vesnice Petnjik při městě Berane na černohorské straně pohoří. Zde byly nalezeny pozůstatky neolitické vesnice se základy domů a střepy keramiky. Dalším nalezištěm z této doby je Beran krš, kde byly kromě základů budov nalezeny i zbytky zbraní, jehly, nože a další nástroje. Římské pozůstatky byly odhaleny ve vesnici Lušac u Berane, na břehu Palvského jezera a v lázních Pećka banja. Některé nalezené náhrobky jsou považovány za římské, ačkoliv toto nebylo stoprocentně zjištěno. 
V době existence středověkého srbského státu vznikly na jižní straně pravoslavné kláštery (Visoki Dečani, Pećský klášter). 
Ve vesnicích Dečani, Junik, Streoc a dalších na území Kosova jsou typické tzv. metohijské kuly, resp. tradiční balkánské domy. 
Během první světové války zde probíhalo stažení srbské armády na Korfu. Vznik jugoslávského státu nebyl mezi místním obyvatelstvem přivítán vřele, především proto, že obyvatelstvo albánsky mluvící a praktikující islám bylo nejprve srbským, resp. černohorským a poté jugoslávským státem vnímáno do jisté míry jako nepřátelské. Častá byla povstání, razie a vypalování vesnic. Obyvatelé se ukrývali ve vysokých polohách pohoří.
Pohoří bylo místem bojů i za druhé světové války.
V letech 1945 až 1991 bylo součástí hranice mezi socialistickou Jugoslávií a Albánií. Mezi oběma státy panovaly složité vztahy, proto zde byla z obou stran značná přítomnost pohraniční stráže a armády. Vznikla zde nicméně relativně skromná infrastruktura, neboť tato část hranice byla velmi odlehlá a těžko prostupná. Turistika se rozvíjela rovněž omezeným způsobem. Postaveny byly nicméně některé horské boudy (v blízkosti Rugovské soutěsky a zřizovány byly kempy. Ačkoliv neexistovala organizovaná turistika, rozvíjela se i v oblasti Theth v socialistické Albánii.
Na počátku 90. let 20. století v souvislosti s rozpadem Jugoslávie a vznikem ozbrojených povstaleckých formací na území Kosova i jinde, kde žili Albánci jako menšinové obyvatelstvo, byl v odlehlých částch pohoří, většinou na albánské straně, kterou nedokázala tamní policie ani vojsko hlídat, organizován trénink nových členů těchto organizací.
Po normalizaci situace po roce 1999 se pohoří otevřelo turistice z řady evropských zemí. Bylo provedeno moderní turistické značení a vybudována alespoň základní nezbytná infrastruktura. V pohoří nicméně došlo v roce 2001 ke zmizení třech českých turistů, jakož i zastřelení dvou českých turistů v roce 2015, obojí na albánské straně pohoří.
V roce 2024 bylo Prokletije zvoleno jako jedna z nejzajímavějších destinací na albánské straně. Pohoří je dlouhodobě atraktivní jak z hlediska individuální, tak organizované turistiky.
I přes nedotčenou přírodu a atraktivní lokalitu je pohoří vystaveno nicméně vzniku černých (nelegálních) staveb. V roce 2023 zde bylo zaznamenáno 18 nelegálních objektů.

## Fauna a flóra
Pohoří Prokletije bylo vždy ve středu pozornosti botaniků a zoologů díky své specifičnosti a neprobádanosti. Od úpatí až po vrcholy se nachází dvě lesní patro a jedno patro travnaté. Lesy jsou dubové, rostou zde také jasany (jasan zimnář). Horní lesní patro tvoří potom buky. Jehličnany, které zde rostou jsou smrky a jedle, ve vyšším potom borovice rumelská a Borovice Heldreichova (borovice bělokorá), typická pro celý region. Lesní patro je zakončené klečí. Lesní patra umožňují tlumit teplotní rozdíly v horách, neboť v létě vzduch ochlazují a v zimě naopak snižují dopad poklesu teplot. Některé vzácné rostliny, které rostou na loukách pohoří Prokletije jsou (v Černé Hoře) chráněné zákonem. 
Žije zde také velké množství zvířat. Vyskytuje se zde např. kamzík horský, prase divoké, medvěd hnědý. Z ptáků je to potom tetřev hlušec, orebice horská a další. 

## Doprava
Pohoří patřilo vždy mezi nejvíce nepřístupné oblasti v celé bývalé Jugoslávii i dnešní Albánii. Sídla v jeho okolí jsou z černohorské strany napojena na silnici č. R-2, která spojuje města Plav a Gusinje s údolím řeky Limu a městem Bijelo Polje. Na albánské straně (jižní) je jihovýchodní část přiléhající k městu Bajram Curri napojena silnicí regionálního významu od uvedeného města z Valbony a na straně jihozápadní potom ze Skadaru přes město Koplik. Z Gusinje existuje také silnice, směřující na albánské území. Železniční tratě do pohoří Prokletije nevedou. Řeky nejsou splavné. 

## Turistika
Jak na černohorské, tak na albánské straně území existuje extenzivní síť turistických tras, která pokrývá celé pohoří Prokletije. Značení je na černohorské straně provedené v místním standardu, na straně albánské ve standardu českém.
V pohoří Karanfil se nachází několik nepřístupných vrcholů, které jsou cílem pro horolezce. Jedná se o špičaté vrcholy, mnohé z nich mají výšku nad 2000 m n. m. 
Mezi sportovní akce pořádané v pohoří a jeho okolí patří např. Prokletije Sprint Triatlon.

## Ochrana přírody
Na černohorské straně se nachází Národní park Prokletije (vyhlášen v roce 2008), na kosovské Národní park Bjëshket e Nemuna a na albánské potom Národní park Valbona. Diskutována je možnost vytvoření jednoho přeshraničního národního parku.